# Менер, Ян
Менер, Ян (род. 29 марта 1964) — немецкий инженер и профессор микросистем и медицинской техники, директор Института Микросистемной и Полупроводниковой Техники Технического университета Хемнитца.

## Биография
Ян Менер  родился 29.03.1964 в Карл-Маркс-Штадте (в настоящее время Хемнитц), отец был железнодорожным инженером. С 1970 по 1978 учился в политехнической средней школе в Геленау. По окончании переходит в расширенную среднюю школу «Клара Цеткин» в Шопау. Там он окончил среднюю школу (абитур) в 1982 году. Затем он прошел трехлетнюю базовую военную службу в рамках всеобщей воинской повинности.
В 1985 начинает обучение в университете по направлению Электротехника и Информационная техника. Защитил диплом инженера с оценкой «отлично» в Техническом университете Хемнитца в 1990 году. Тема дипломной работы «Графический модуль для МКЭ постпроцессинга». Во время последующего обучения в течение одного семестра в рамках обучения в университете он приобрел специальные знания в области информационных технологий, которые он применил в 1990 году в работе на тему «Метод конечных элементов».
После обучения продолжил научную работу в Техническом университете Хемница, которую он завершил в 1994 году, получив докторскую степень с отличием (Dr.-Ing., Prädikat «summa cum laude») по теме «Анализ механических напряжений кремниевых датчиков и исполнительных механизмов под действием электростатических и температурных полей». В 1999 году хабилитировался (Dr.-Ing. habil.) по теме «Методы и средства проектирования кремниевых микроструктур».
С 1996 по 2003 год работал старшим инженером в ТУ Хемниц. В рамках этой деятельности он работал год в качестве постдокторанта в MEMCAD-группе профессора Стивена Сентурия в Массачусетском технологическом институте (MIT), США в 1999 году. Затем он четыре года работал в Институте надежности и микроинтеграции им. Фраунгофера в Хемнице.
В 2007 году Менер был назначен профессором кафедры микросистемной техники на факультете электротехники и информационных технологий Техническом университете Хемница. Семь лет спустя эта кафедра была преобразована в  кафедру микросистем и медицинской техники. С 2007 года он также является директором Института Микросистемной и Полупроводниковой Техники.
С 2013 по 2019 год профессор Менер был избран деканом факультета электротехники и информационных технологий ТУ Хемниц.
С 2001 года основатель и руководитель фирмы FEM-ware GmbH. В 2015 основывает фирму i-ROM GmbH.

## Научная деятельность
- Разработка микросистем
- Проектирование МЭМС, моделирование и симуляция связанных эффектов
- Метод конечных элементов, метод граничных элементов
- Автоматизация проектирования, методы моделирования с понижением размерности
- Применение микросистем для навигации

## Членство в научных советах и федеральных инициативах
- Саксонская академия наук
- Заместитель представителя Федерального кластера передовых технологий по многофункциональным облегченным конструкциям - MERGE, 2012–2018 гг.

## Публикации
- Ян Менер является изобретателем и соавтором более 50 патентов (по состоянию на 2019 год)[2].
- Он также является автором и соавтором более 170 статей (по состоянию на 2019 год) в научных журналах[3].
- Опубликовал книгу: Jan Mehner: Entwurf in der Mikrosystemtechnik. (Dresdner Beiträge zur Sensorik. Band 9). Dresden University Press, Dresden 2000, ISBN 3-931828-47-6.